# Parafia św. Jana Chrzciciela w Zaborowicach
Parafia św. Jana Chrzciciela – jedna z 11 parafii rzymskokatolickich dekanatu radoszyckiego diecezji radomskiej.

## Historia
Zaborowice były wsią królewską, która oddawała dziesięciny kolegiacie sandomierskiej. Kościelnie należała najpierw do parafii Radoszyce. W początkach XVII w. zostały przyłączone do nowej parafii w Miedzierzy. Parafia została erygowana 24 maja 1983 przez bp. Edwarda Materskiego z parafii Miedzierza. Kościół, według projektu arch. Józefa Jamroza z Krakowa i arch. Jerzego Stanisza, zbudowano w latach 1982–1985 staraniem ks. Zbigniewa Kołtona na ziemi ufundowanej przez Piotra Guzika. Poświęcenia świątyni dokonał 22 września 1985 bp Stanisław Sygnet, a konsekracji 22 maja 1988 bp Edward Materski. Kościół jest stylizowany na romański, jest budowlą jednonawową, wykonaną z czerwonego piaskowca.

## Zasięg parafii
Do parafii należą wierni z miejscowości: Lisie Jamy, Piaski Królewieckie, Pieradła, Trawniki, Zaborowice, Zastawie.

## Proboszczowie
- ks. kan. dr Zbigniew Kołton (1983–2024)
- ks. Piotr Ordowicz (administrator od 2024, proboszcz od 2025)[2]